# Léon Gimpel
Pour les articles homonymes, voir Gimpel.
Léon Gimpel, né le 13 mai 1873 à Strasbourg et mort le 7 octobre 1948 à Sévignacq-Meyracq dans les Pyrénées-Atlantiques, est un photographe et un photojournaliste français, qui a utilisé l’autochrome pour une partie importante de sa production.
Son œuvre photographique, oubliée après sa mort, est redécouverte au début du XXIe siècle, à la suite de l'exposition organisée au musée d'Orsay à Paris en 2008.

## Biographie
Léon Gimpel est le plus jeune des quatre enfants d'une famille alsacienne de confession juive de Strasbourg ; sa famille s'installe à Paris après que l'Allemagne a repris l'Alsace. Gimpel travaille pour l'entreprise de tissus familiale, dirigée par son frère aîné Eugène. 
Il découvre la photographie en 1897 et y consacre sa vie professionnelle. Il travaille d'abord avec un appareil Kodak, puis avec un « Spido » Gaumont. Adepte de l'autochrome, technique brevetée par les frères Lumière, qu'il rencontre dès 1904, Léon Gimpel réalise des reportages pour la presse, La Vie illustrée notamment qui publie ses premiers clichés en 1900, et devient un collaborateur de L'Illustration.
En juin 1907, Gimpel est le premier photographe à publier des photographies en couleurs : le 10 juin, René Baschet, le directeur de L'Illustration, organise dans les locaux de la revue, devant six cents invités, une conférence des frères Lumière sur le procédé de l'autochrome et publie un numéro spécial de la revue présentant cette nouvelle technologie avec un encart où figurent quatre autochromes de Gimpel (un groupe de soldats, deux vues panoramiques de Villefranche-sur-Mer et un coucher de soleil sur le lac Léman) ; le 29 juin, la revue publie les premières photographies d'actualité en couleur, prises par Gimpel lors de la visite à Paris du roi de Danemark Frederik VIII et de son épouse Louise de Suède.
En 1909, il publie deux reportages dans L'illustration, le premier sur la rencontre le 31 juillet entre le tsar Nicolas II et le président français Armand Fallières à Cherbourg (où s'amorce l'alliance militaire de la Triple-Entente), le second en août sur le meeting aérien de Bétheny, première grande réunion de sport aéronautique. Pour ce reportage, Gimpel innove en choisissant de photographier du point de vue des aviateurs et s’embarque dans la nacelle du dirigeable Zodiac III pour photographier de haut les aéroplanes en vol et la foule au sol qui les regarde ; cinq clichés sont publiés dans l'article de L’Illustration sur l'événement,,.
Dans la soirée du 27 septembre 1911, après l'accident où un autobus PB2 “Batignolles-Jardin des Plantes” tombe dans la Seine au pont de l'Archevêché, faisant onze victimes, Léon Gimpel, comme d'autres photographes amateurs ou professionnels, documente le travail de recherche et d'extraction des victimes de la carcasse immergée ; il soudoie un officier de police qui avait barré la route du pont à ses collègues afin de prendre une photo vue de haut et réalise une prise de vue aux tons crépusculaires, particulièrement saisissante, de la carcasse, dont seul le toit émerge du fleuve, qui est publiée dans L'Illustration,,.
Gimpel a tenu un journal de ses reportages de 1897 à 1932, qui est conservé dans un manuscrit de 394 pages à la Société française de photographie : Quarante ans de reportages. Souvenirs de Léon Gimpel, collaborateur à L’"Illustration" (1897-1932),.
C'est un initiateur de la vulgarisation scientifique par l'image : il photographie au début du XXe siècle, en couleur ou en noir et blanc, la naissance de l'aéronautique, les ballons, les dirigeables, les meetings aériens, mais également l'évolution de l'éclairage nocturne de Paris au gaz néon. Il a aussi photographié des champignons (hors de leur environnement naturel) pour en faciliter l'étude et des vues au microscope de végétaux, à des fins de vulgarisation scientifique.
Il s'intéresse à la recherche sur la photographie et publie en mai 1924 avec l'astronome Émile Touchet un article, « Les anaglyphes », consacré à un procédé de vision en relief.
Adepte de l'autochrome, Léon Gimpel a produit maintes séries dans sa longue carrière. Parmi ses clichés, il y a la série connue sous le nom de Rue de Greneta ou La Guerre des gosses dans laquelle il photographie en août et septembre 1915 des enfants jouant à la guerre rue Greneta dans le quartier des Halles à Paris ; Gimpel a mis en scène ces petits soldats et en a tiré une série de tableaux photographiques composés, en couleur (autochrome) et en noir et blanc, à la fois pleins d'humour et patriotiques,. Le reportage est refusé par L'Illustration qui « ne trouva pas ces sujets assez sérieux pour ses lecteurs » d'après Gimpel ; neuf images sont publiées dans la revue Lectures pour tous. Revue universelle et populaire illustrée le 15 octobre 1915 ; les plaques sont conservées par la Société française de photographie. En 1908, il réalise les premières photographies en couleur prises depuis un ballon, à l'occasion d'un vol qui l'emmène de Saint-Cloud à Fouquerolles.
Il photographie également les décorations lumineuses des façades des grands magasins parisiens (Le Bon Marché, le Bazar de l'Hôtel de Ville, les Galeries Lafayette, La Samaritaine notamment), ainsi que de la tour Eiffel, illuminées par l’ingénieur florentin Fernand Jacopozzi ; Gimpel réalise ainsi les premières photographies en couleur de Paris la nuit.
Léon Gimpel épouse Marguerite-Marie Bouillon en 1939 ; le couple s'installe dans le Béarn, à Sévignacq-Meyracq ; il y meurt le 7 octobre 1948 et est inhumé dans le cimetière de la commune.
Son œuvre photographique tombe dans l'oubli dans la seconde partie du XXe siècle, notamment parce que les plaques de verre autochromes ne se prêtent guère à l'exposition ; elle est redécouverte avec l'exposition organisée à Paris en 2008 par le Musée d'Orsay et la Société française de photographie, et depuis étudiée et exposée régulièrement.

## Collections
Léon Gimpel donne de son vivant à la Société française de photographie, dont il est devenu membre en 1908 sous le parrainage des frères Lumière, ses photographies : 1 200 autochromes, 800 stéréogrammes et 2 000 plaques de projection en noir et blanc, ainsi que le manuscrit de ses Mémoires.

## Publications
- « La photographie des couleurs à L'Illustration », L'Illustration, no 3355,‎ juin 1907, p. 387–389 (présentation en ligne).
- « Reproduction sur plaque autochrome des épreuves obtenues sur ces mêmes plaques », Bulletin de la Société française de photographie, no 15,‎ 1908, p. 317.
- « Le centième de secondes en autochromie et l’instantané nocturne sur plaques noires avec l’éclairage ordinaire par l’ultrasensibilisation de M. F. Monpillard », Bulletin de la Société française de photographie, no 5,‎ 1922, p. 130-145.
- avec Émile Touchet : « Les anaglyphes », Revue française de photographie, no 105,‎ mai 1924.
- « Évolution de l’art des illuminations depuis le début du siècle », Bulletin de la Société française de photographie, no 3,‎ 1930, p. 77.

## Expositions
- 12 février - 27 avril 2008 : Léon Gimpel : les audaces d'un photographe, 1873-1948, Musée d'Orsay, Galerie de photographie, Paris ; commissaires d'exposition Dominique de Font-Réaulx et Thierry Gervais[1],[17],[15],[7].
- novembre 2010 : Les fééries lumineuses de Léon Gimpel (1925-1933), Galerie Lumière des Roses, Montreuil, dans le cadre de Paris Photo[18].
- 17 mai - 3 juin 2012 : L’armée de la rue Greneta, Espace Don Quichotte / Proméo, Sète, dans le cadre du festival Images Singulières.
- 7 juillet - 21 septembre 2014 : Léon Gimpel. La guerre des gosses, Rencontres de la photographie d'Arles, Église des Frères Prêcheurs ; commissaire d'exposition, Luce Lebart[19],[20],[21].
- 3 octobre - 1er novembre 2015 : Scrivere con la luce: fotografie notturne di Léon Gimpel, Museo di palazzo Poggi, Bologne, dans le cadre de la biennale Foto/Industria ; commissaire d'exposition, Luce Lebart[13],[22].
- 21 mai - 11 septembre 2016 : La guerre des gosses. Léon Gimpel, 1915, Panthéon, Paris, dans le cadre de l'exposition 36 000 cicatrices : les monuments aux morts de la Grande guerre[23].
- 4 février - 26 mars 2023 : Guerre et paix. Léon Gimpel, Galerie La Chambre, Strasbourg[24].

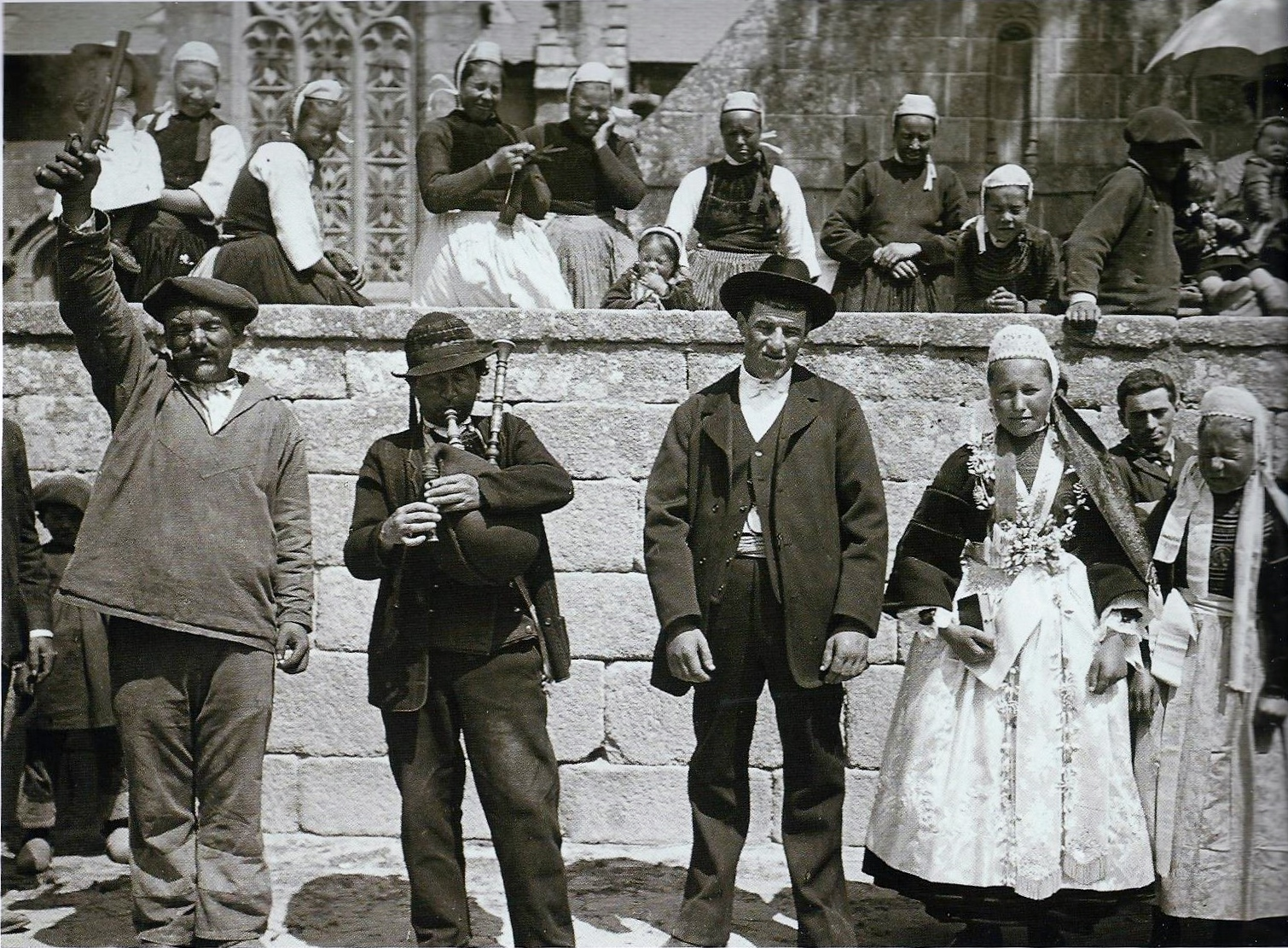
Un mariage à Penmarch en 1906 (tirage photographique).
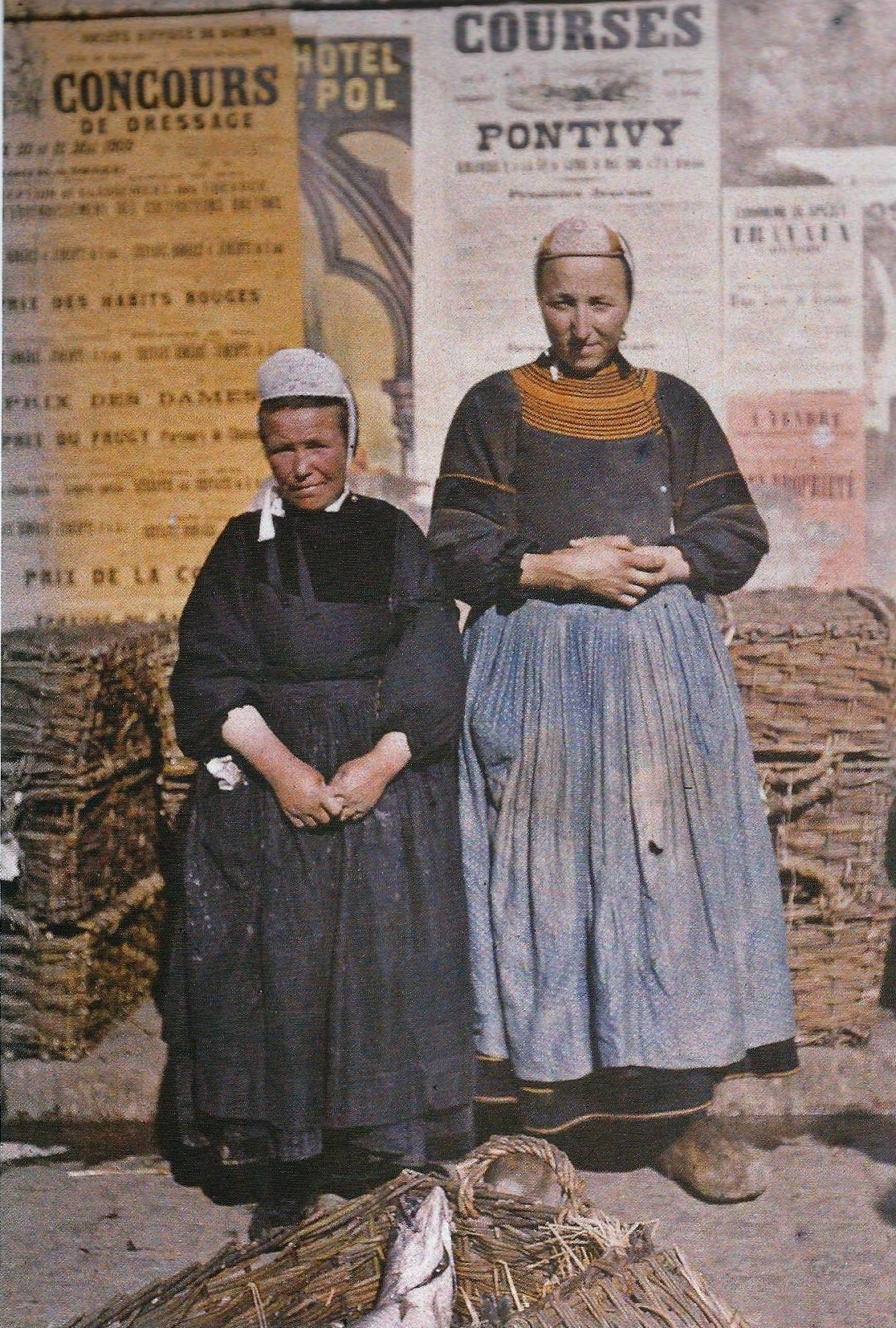
Femmes en tenue bigoudène de Pont-l'Abbé en 1909 ; plaque autochrome.
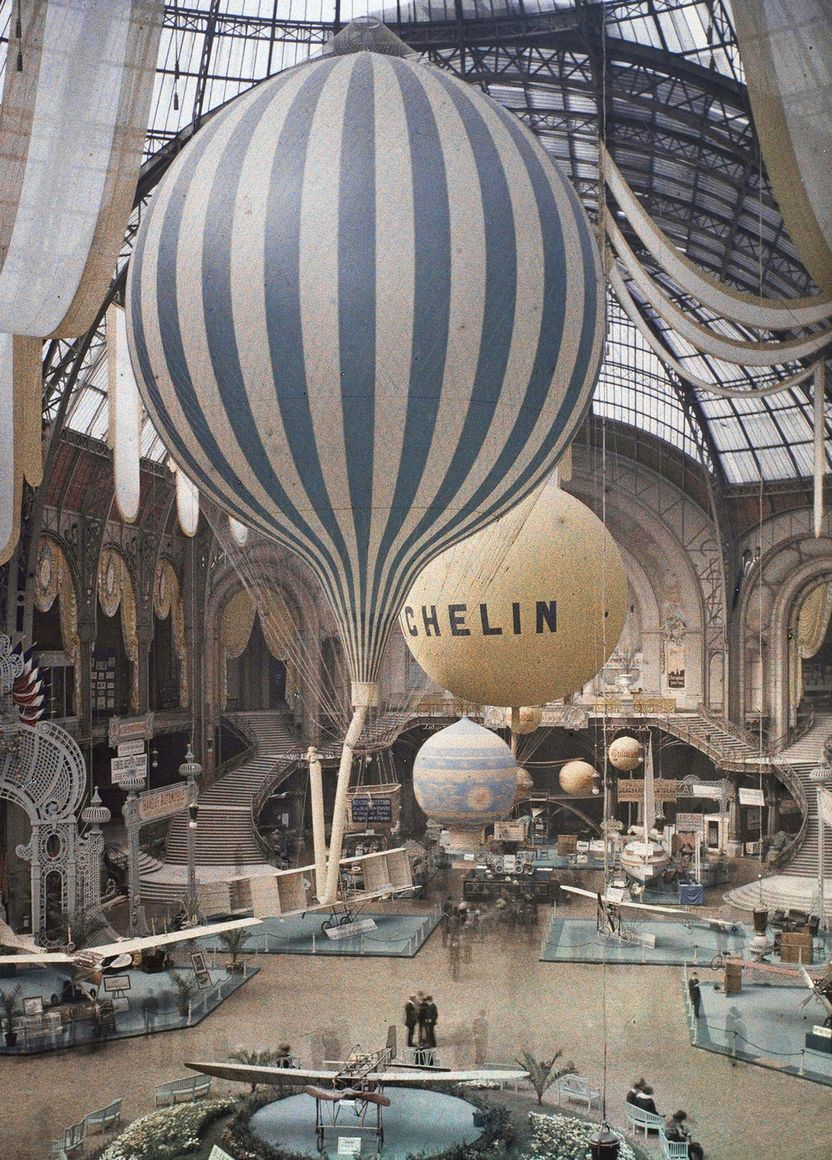
Exposition aéronautique au Grand Palais, Paris, 1909, lors du premier Salon de l'aéronautique.
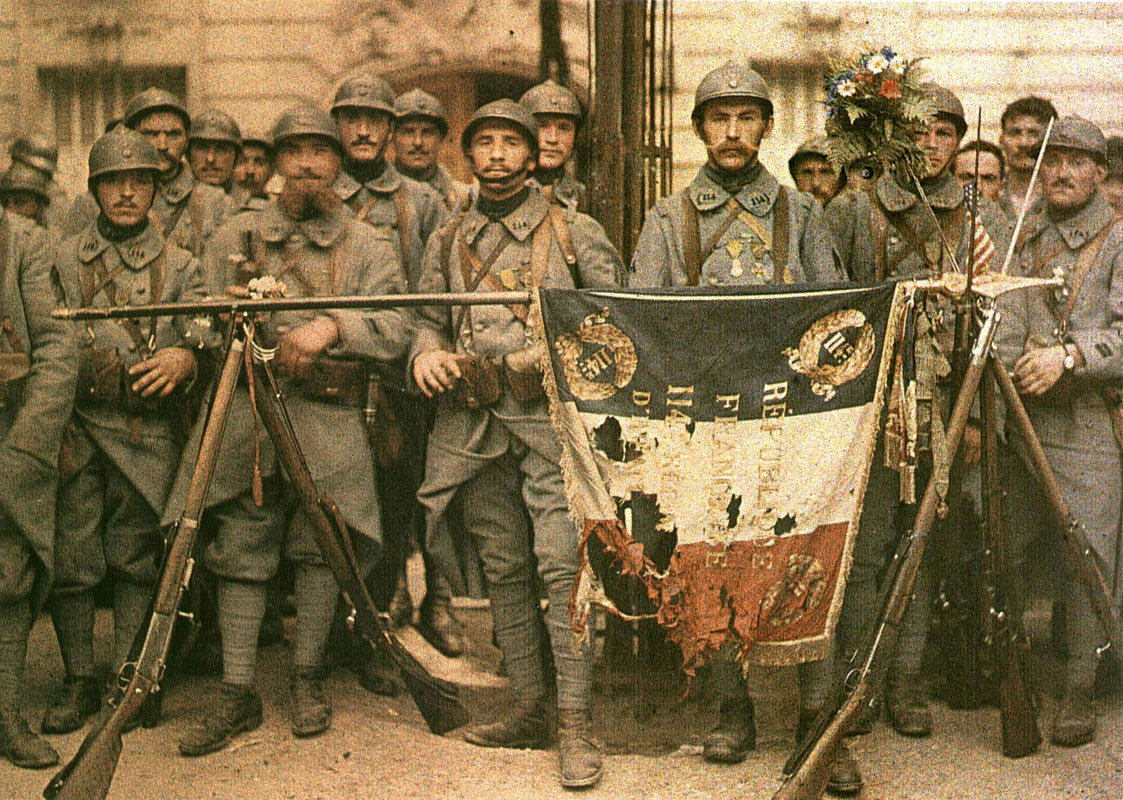
114e régiment d'infanterie, Paris, 14 juillet 1917[25].
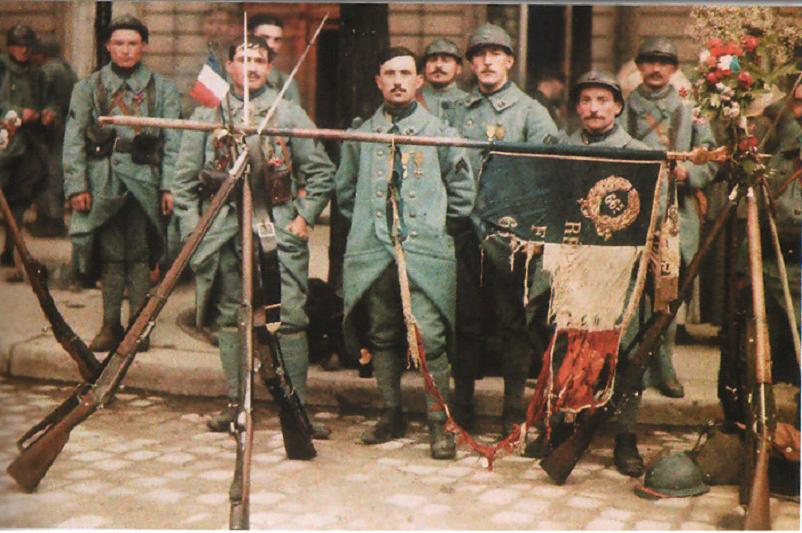
Drapeau du 66e régiment d'infanterie présenté par le commandant Tournassoud, Paris, 14 juillet 1917.
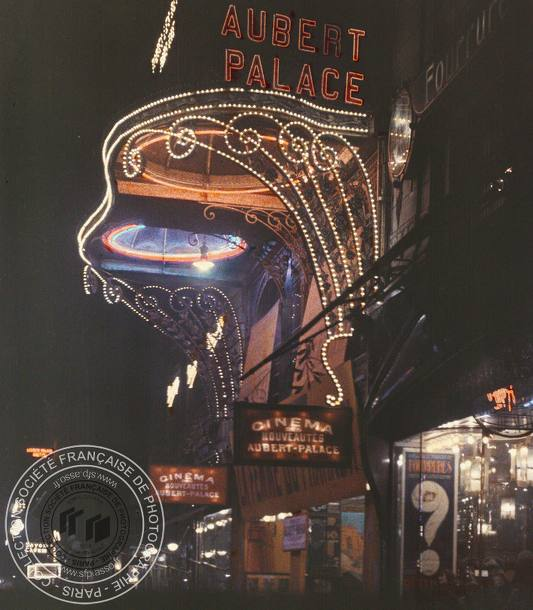
Façade illuminée du cinéma Aubert-Palace par les Établissements Jacopozzi, boulevard des Italiens, Paris, 19 novembre 1922 ; plaque autochrome.
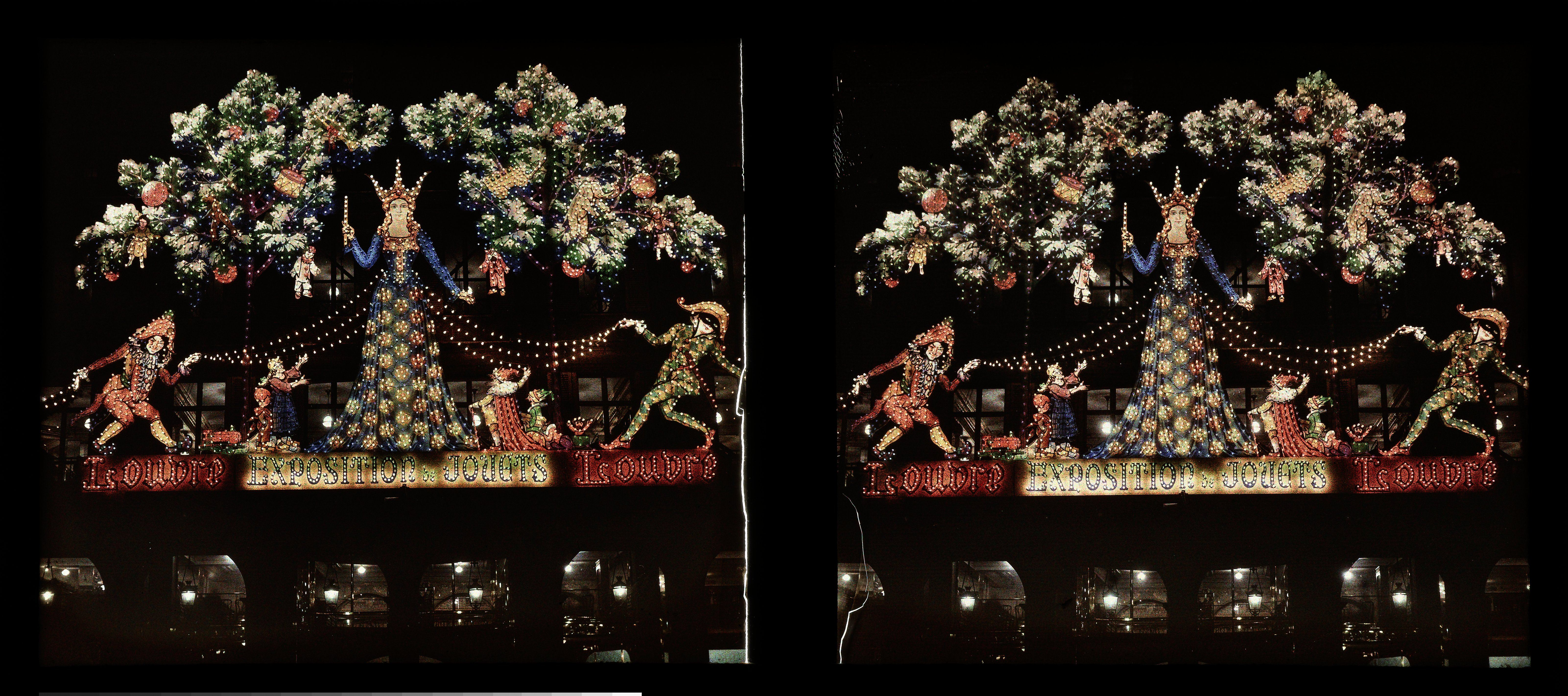
Décor lumineux des Grands Magasins du Louvre à Paris par les Établissements Jacopozzi, décembre 1922 ; plaque autochrome stéréoscopique.
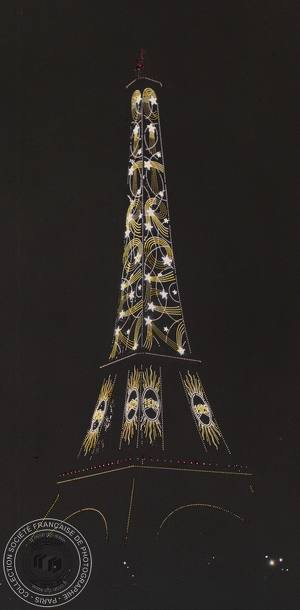
Illumination de la Tour Eiffel à Paris par les Établissements Jacopozzi, lors de l'Exposition internationale des arts décoratifs, 25 octobre 1925 ; plaque autochrome.
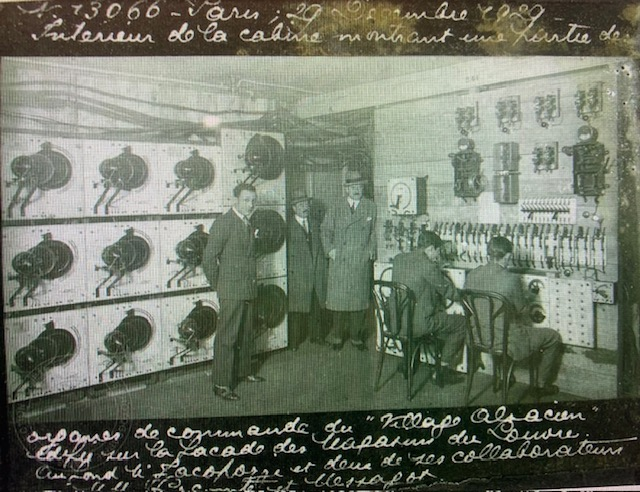
La cabine de commande pour les illuminations de Noël des Magasins du Louvre à Paris, 29 décembre 1929.
Chevet de Notre-Dame de Paris illuminé ; photographie de Gimpel publiée dans L'Illustration, 12 juillet 1930.
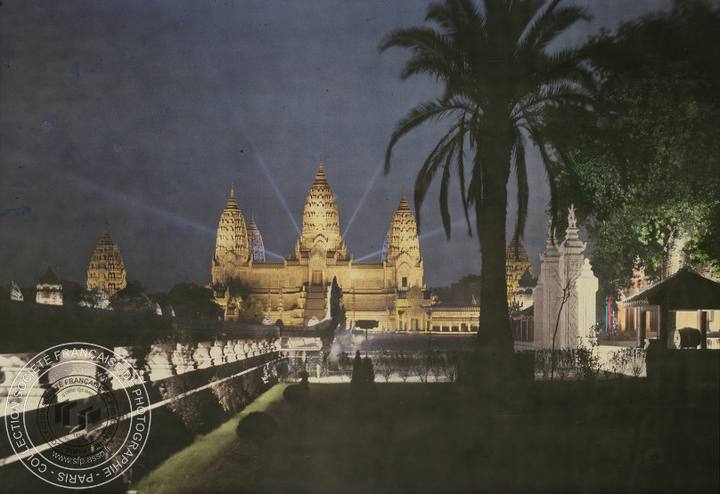
Réplique du temple d'Angkor Vat, illuminée par les Établissements Jacopozzi lors de l'Exposition coloniale à Paris, 28 juin 1931, plaque autochrome.
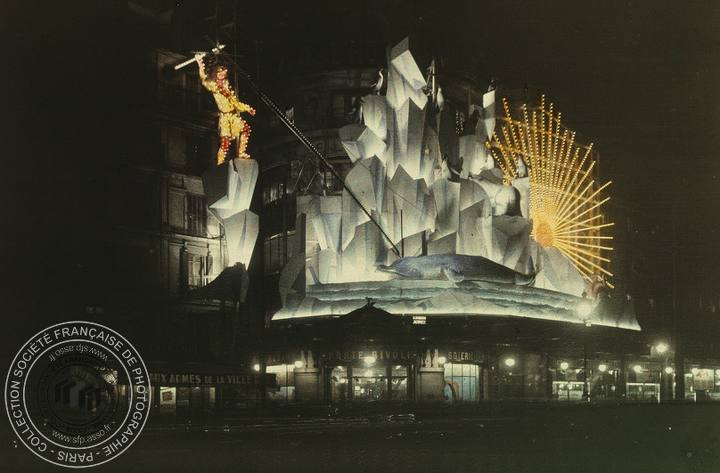
Illuminations de Noël du Bazar de l'Hôtel de Ville, 1931 ; plaque autochrome.